# The Place (singolo)
The Place è un singolo della cantante italiana Marianne Mirage, pubblicato nel 2017.

## Il brano
Il brano è stato pubblicato come tema principale del film omonimo diretto da Paolo Genovese. Esso è stato scritto dalla stessa Marianne Mirage con gli STAG, ossia Marco Guazzone e Matteo Curallo. La canzone è stata pubblicata sia nella versione italiana che in lingua inglese.

## Tracce
- Download digitale

1. The Place (From: "The Place") – 3:16
2. The Place (From: "The Place") [Italian Version] – 3:17